# 왕동
왕동(王同, ? ~ ?)은 전한 전기의 유학자로, 자는 자중(子仲)이며 낭야군 동무현(東武縣) 사람이다.

## 행적
전하의 밑에서 《역경》을 익혔고, 양하에게 전수하였다.

## 출전
- 사마천, 《사기》 권121 유림열전
- 반고, 《한서》 권88 유림전